# Słobódka (rejon czortkowski)
Słobódka, Słobódka Koszyłowiecka (ukr. Слобідка) – wieś na Ukrainie w obwodzie tarnopolskim, wieś na Ukrainie, w rejonie czortkowskim. 
W II Rzeczypospolitej wieś w powiecie zaleszczyckim województwa tarnopolskiego. W lipcu 1944 nacjonaliści ukraińscy zamordowali tutaj 24 Polaków.
Do 2020 w rejonie zaleszczyckim.